# Germantown (Ohio)
Germantown é uma vila localizada no estado norte-americano de Ohio, no Condado de Montgomery.

## Demografia
Segundo o censo norte-americano de 2000, a sua população era de 4884 habitantes.
Em 2006, foi estimada uma população de 5098, um aumento de 214 (4.4%).

## Geografia
De acordo com o United States Census Bureau tem uma área de
9,3 km², dos quais 9,3 km² cobertos por terra e 0,0 km² cobertos por água. Germantown localiza-se a aproximadamente 58 m acima do nível do mar.

## Localidades na vizinhança
O diagrama seguinte representa as localidades num raio de 12 km ao redor de Germantown.